# 髳州
髳州，唐朝时设置的州，在今云南省祥云县、大姚县一带。
武德四年（621年）置西濮州，貞觀十一年（637年）改名髳州。治所在濮水县，领县4：青蛉（今大姚县白盐井）、濮水（一说今祥云县米甸，一说今大姚县北盐丰附近）、铜山（今宾川县乔甸）、歧星（今祥云县楚场）。先属南宁州都督府，麟德元年（664年）改属姚州都督府。天宝九年（750年）由南诏占据。